# Лимонь Микола Федорович
Микола Федорович Лимонь (15 лютого 1918— 17 серпня 1979) — Герой Радянського Союзу (1943).

## Життєпис
Народився 15 лютого 1918 році в селі Римарівка (нині Гадяцького району Полтавської області України) у селянській родині. Українець. Закінчив 7 класів. Працював столяром на артілі.
З 1938 року проходить службу в РСЧА. З червня 1943 року на фронтах німецько-радянської війни.
Командир кулеметного відділення 895-го стрілецького полку (193-а стрілецька дивізія, 65-ї армії Центрального фронту) молодший сержант Лимонь з 28 серпня по 15 жовтня 1943 року з боями пройшов 300 км, знищившибільше сотні гітлерівців. У кінці вересня у числі перших форсував річку Десна, Сож і Дніпро. Вогнем забезпечував форсування річок головними силами полку, відбиваючи всі контратаки противника.
30 жовтня 1943 року Миколі Федоровичу Лимоню присвоєно звання Героя Радянського Союзу.
В кінці 1945 року демобілізований. Повернувся на батьківщину. Жив у місті Гадяч. Працював столяром.
Помер 17 серпня 1979 року.